# 艾斯塔拉
艾斯塔拉（Aistala），是印度西孟加拉邦Nadia县的一个城镇。总人口19425（2001年）。

## 人口
该地2001年总人口19425人，其中男性9972人，女性9453人；0—6岁人口1883人，其中男954人，女929人；识字率69.99%，其中男性为76.02%，女性为63.63%。